# Great World (métro de Singapour)
Great World est une station de métro à Singapour. Située sur la Thomson–East Coast line du métro de Singapour entre Orchard et Havelock, elle est ouverte depuis le 13 novembre 2022.